# 新 시네마천국
《新 시네마천국》은 대한민국의 문화방송에 일요일 일요일 밤에 방송됐던 코너로 영화와 드라마 전문 풍자 프로그램이다. 방송 기간은 1995년 4월 23일부터 1995년 10월 15일까지, 진행자는 강호동이다.

## 에피소드 목록
- 329회(1) : 스피드 (룰라)
- 330회(2) : 아래층 여자와 윗층 남자 (황혜영)
- 331회(3) : 도망자 (오연수)
- 332회(4) : 빠삐용 (손지창, 김민종, 도지원)
- 333회(5) : 뽕 (이의정)
- 334회(6) : 정무문 (임주완, 김수연)
- 335회(7) : 원초적 본능 (이주영)
- 336회(8) : 월하의 공동묘지 (오미란, 이의정)
- 337회(9) : 적과의 동침 (신은경, 김건모)
- 338회(10) : 포레스트 검프 (오현경)
- 339회(11) : 질투 `95 (최수종, 최진실)
- 340회(12) : 남과 여 `95 (김희애)
- 341회(13) : M `95 (R.ef, 한성주)
- 342회(14) : 마지막 승부 `95 (장동건, 김예분)
- 343회(15) : 여명의 눈동자 `95 (채시라, 주병진)
- 344회(16) : 바보들의 행진 (권오중, 우희진)
- 345회(17) : 겟 어웨이 (이승철)
- 346회(18) : 트루라이즈 (김예분, 채시라)
- 347회(19) : 네 번의 결혼식과 한 번의 장례식 (염정아, 김정민, 김영애)
- 348회(20) : 로마의 휴일 (도지원, 한선교)
- 349회(21) : 가을의 전설 (장호일, 김원희, 신성우, 이동규)
- 350회(22) : 니키타 (지수원, 이승연)
- 351회(23) : 빅 (옥소리)

## 같이 보기
- 일요일 일요일 밤에 종영된 코너 목록